# Bärenberger Stollen
Die Bärenberger Stollen sind ein früheres Silber- und Kupferbergbau-Gebiet am Bärenberg bei der sauerländischen Stadt Plettenberg in Nordrhein-Westfalen. Die Bergbaue wurden seit dem frühen Mittelalter betrieben, vor langer Zeit stillgelegt und 1982 wegen ihrer wirtschaftsgeschichtlichen Bedeutung unter Denkmalschutz gestellt.
Als das Bergamt Siegen wegen notwendiger Absicherungen und zunehmender Pingen ein Verschließen einiger Stollen des Grubenfeldes „St. Kaspar“ plante, bildete sich eine Bürgerinitiative für eine Offenhaltung. Nun sollen zwei der verzweigten Stollensysteme, die Bergbaue „Vorsehung“ und „Vorsicht“, zu Schaubergwerken umgestaltet werden. Auch Aspekte des Naturschutzes (Fledermäuse, Molche, Salamander u. a. Artenschutz) sollen berücksichtigt werden.
Seit 1338 sind die Kupfergruben als Koppern-Groven up dem Bermberg im Kerchspiel Plettenbracht nachgewiesen. Zwei übereinander verlaufende Stollensysteme, die durch Blindschächte (Gesenke) miteinander verbunden waren, beweisen noch heute die hohe Abbauwürdigkeit der Erze. Hangendes und Liegendes (Nachbargesteine) bestand zu großen Teilen aus weißem Quarz, durchsetzt mit Malachit. Die geschlagenen Erze wurden zunächst mit der Hand verlesen, mit Seilwinde (Haspel) ans Tageslicht gefördert und zerkleinert. Nach der "Erzwäsche" wurden sie zur Schmelzhütte gebracht. Angeblich sollen Proben im Abbau des Ganges 27 bis 50 Prozent Kupfer ergeben haben; zu diesem hohen Erzgehalt kamen noch etwa 40 Gramm Silber pro Tonne.
Neben dem Bärenberg sind auch am Hohen Molmert Reste ehemaliger Stollen und Schächte zu finden, sowie ausgedehnte Mulden, Gräben und Pingen. Insgesamt reicht die Geschichte des Plettenberger Erzbergbaues nachweislich bis in das Jahr 1046 zurück, doch muss der Abbau an einigen Stellen wesentlich früher eingesetzt haben.
Am Hang des Bärenberges liegt auch eine beliebte Rodelwiese, an der ein von Rönkhausen kommender Wanderweg vorbeiführt.